# Glyphocuma inaequale
Glyphocuma inaequale är en kräftdjursart som beskrevs av Hale 1944. Glyphocuma inaequale ingår i släktet Glyphocuma och familjen Bodotriidae. Inga underarter finns listade i Catalogue of Life.